# Movistar Open 2010
Movistar Open 2010 — тенісний турнір, що проходив на ґрунтових кортах у місті Сантьяго, Чилі з 1 лютого . Належав до категорії ATP World Tour 250, був турніром серії Chile Open 2010 року.

## Фінальна частина

### Одиночний розряд
Томас Беллуччі —  Хуан Монако 6–2, 0–6, 6–4

### Парний розряд
Лукаш Кубот /  Олівер Марах —  Потіто Стараче /  Орасіо Себальйос 6–4, 6–0